# Franziska John

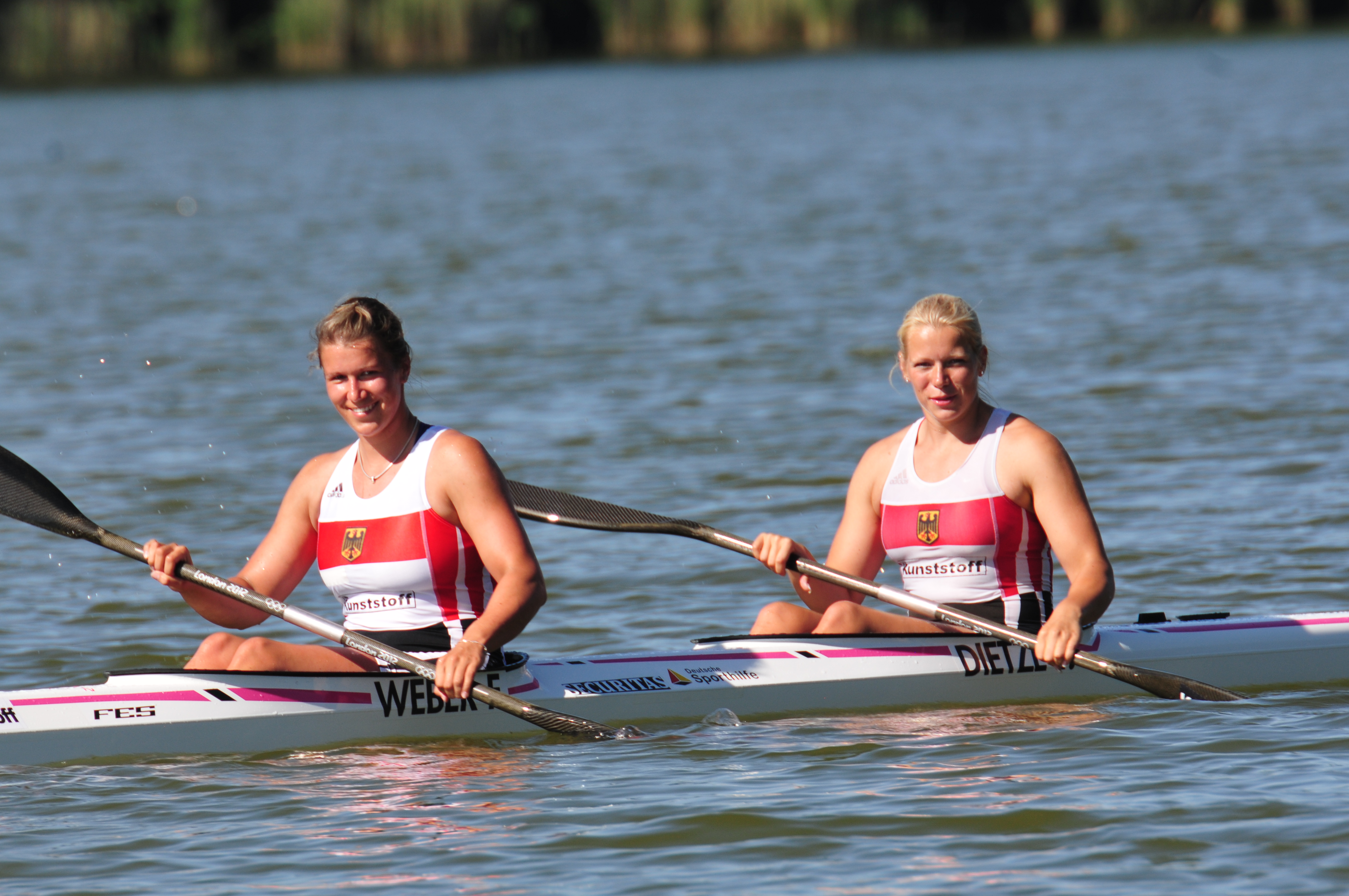
Franziska Weber und Tina Dietze im K2

Franziska John (* 24. Mai 1989 in Potsdam, DDR als Franziska Weber) ist eine deutsche Kanutin. In ihrem Sport wurde sie Olympiasiegerin, Weltmeisterin und mehrfache Europameisterin.

## Karriere
Die Kanurennsportlerin des KC Potsdam wurde 2009 erstmals in die deutsche Kanurennsport-Nationalmannschaft berufen und reüssierte bei den Kanurennsport-Europameisterschaften 2009 mit einem zweiten Platz im Einer-Kajak über 1000 Meter hinter der Ungarin Katalin Kovács. Zudem holte sie im Zweier-Kajak über 500 Meter gemeinsam mit Fanny Fischer die Bronzemedaille.
Zuvor hatte sie bei der Junioren-WM 2005 zwei dritte und bei der Junioren-WM 2007 zwei zweite Plätze belegt. Bei den Kanurennsport-Weltmeisterschaften 2010 holte sie den Titel im Kajak-Einer über 1000 Meter.
Bei den Olympischen Spielen 2012 erreichte Weber im deutschen Vierer-Kajak der Frauen mit Tina Dietze, Carolin Leonhardt und Katrin Wagner-Augustin über 500 m die Silbermedaille. Im Zweier-Kajak über 500 m gewann sie zusammen mit Tina Dietze die Goldmedaille. Damit war sie zusammen mit ihrer Zweier- und Viererpartnerin Tina Dietze hinter dem Vielseitigkeitsreiter Michael Jung die zweitbeste deutsche Sportlerin bei den Olympischen Spielen in London.
Auch bei den Kanurennsport-Weltmeisterschaften 2013 in Duisburg war Weber erfolgreich. Sie holte im Zweier-Kajak mit Tina Dietze Gold über 200 und 500 Meter, außerdem gewann sie Silber im Vierer-Kajak über 500 Meter mit Dietze, Katrin Wagner-Augustin und Verena Hantl. Schneller war nur das ungarische Team. Die Weltmeisterschaften 2014 in Moskau verliefen für sie weniger positiv. Im Einer-Kajak über 500 Meter hatte sie zwar im Vorlauf eine gute Zeit, erreichte jedoch im Finale aufgrund eines missglückten Starts nur den vierten Platz. Die gleiche Platzierung belegte sie im Vierer-Kajak. Abschließend gewann sie eine Silbermedaille im Zweier-Kajak mit Dietze über 200 Meter.
Die Sportlerin studiert an der Fachhochschule Potsdam Bauingenieurwesen, ist verheiratet und lebt in Potsdam.

## Ehrungen
- 2012: Silbernes Lorbeerblatt[4]
- 2010, 2011, 2012, 2013, 2016: Sportlerin des Jahres von Brandenburg[5][6]
- 2009: „Eliteschüler des Sports“

## Musik
- Simon Goodlife feat. Olympia-Kanu-Team - RIOlympia[7][8]